# Trolejbusy w Bonn
Trolejbusy w Bonn – zlikwidowany system transportu trolejbusowego w Bonn, w Nadrenii Północnej-Westfalii, w Niemczech. Funkcjonował od 1951 r. do 1971 r. Kursowały 3 linie trolejbusowe, operatorem systemu było przedsiębiorstwo Stadtwerke Bonn.

## Historia

### Rozwój systemu
Trolejbusy w Bonn zaczęły kursować 17 lutego 1951 r. na linii nr 15, która połączyła Mozartstraße z Gronau przez Bundeskanzlerplatz. 22 marca 1952 r. otwarto przedłużenie linii od Mozartstraße do Lengsdorfu. Jeszcze w tym samym roku otwarto zajezdnię trolejbusową (wcześniej trolejbusy holowano do zajezdni tramwajowej traktorem). 14 listopada 1953 r. uruchomiono nową trasę trolejbusową od dworca głównego do Poppelsdorfu, którą zaczęła kursować linia nr 16. 27 czerwca 1954 r. linię nr 16 wydłużono do Venusberg.

### Likwidacja systemu
1 maja 1967 r. zlikwidowano linię nr 15 i zastąpiono autobusami. Powodem likwidacji były prace związane z budową metra, które wiązały się z koniecznością dokonywania częstych przewieszeń przewodów trakcyjnych. W latach 1968–1971 trolejbusy linii nr 16 zaczęły wspomagać autobusy. 30 czerwca 1971 r. zamknięto linię nr 16.

## Linie
W Bonn kursowały dwie linie zwykłe nr 15 i 16, a przez pewien czas także linia nr 35, która była przedłużeniem linii nr 15.
| Linia | Trasa                               |
| ----- | ----------------------------------- |
| 15    | Mozartstraße ↔ Gronau               |
| 35    | Endenicher Straße ↔ Lengsdorf       |
| 16    | Hauptbahnhof ↔ Venusberg Kiefernweg |